# Meriola gallina
Espèce
Meriola gallina est une espèce d'araignées aranéomorphes de la famille des Trachelidae.

## Distribution
Cette espèce est endémique du Chili. Elle se rencontre dans les régions d'Araucanie, du Bio-Bio, du Maule et de Santiago.

## Description
Le mâle holotype mesure 4,62 mm et la femelle 5,87 mm.

## Étymologie
Son nom d'espèce lui a été donné en référence au lieu de sa découverte, Pata de Gallina.

## Publication originale
- Platnick & Ewing, 1995 : « A revision of the tracheline spiders (Araneae, Corinnidae) of southern South America. » American Museum Novitates, no 3128, p. 1-41 (texte intégral).